# Réserves de Pennsylvanie
Les réserves de Pennsylvanie sont une division d'infanterie de l'armée de l'Union pendant la guerre de Sécession. Connues pour ses célèbres commandants et des pertes élevées, elles servent sur le théâtre oriental, et participent à de nombreuses batailles importantes, y compris Antietam et Gettysburg.

## Organisation

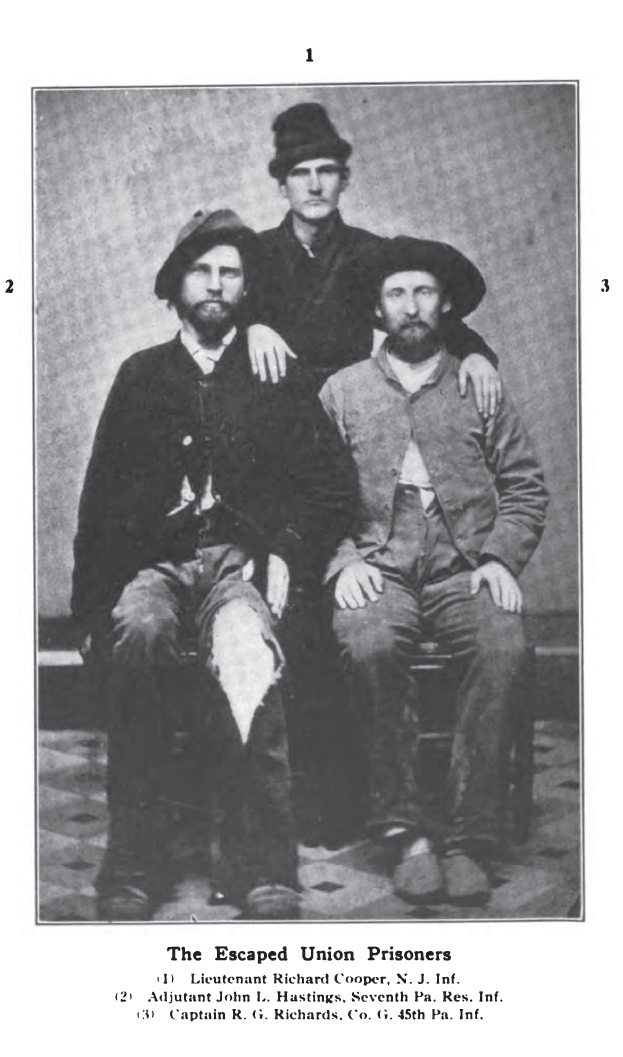
Photo du 17 mars 1865, trois soldats de l'Union qui ont échappé au camp de prisonniers confédéré, y compris le lieutenant Richard Cooper du New Jersey Infantry, l'adjudant John J. Hastings du Pennsylvania Reserve Infantry, et le capitaine Rees G. Richards de la compagnie G du 45th Pennsylvania Volunteer Infantry.

Lorsque le président Abraham Lincoln demande des volontaires pour « mater la rébellion » au printemps de 1861, le commonwealth de la Pennsylvanie Se retrouve lui-même avec plus de volontaires qu'il en a besoin pour répondre au quota fédéral. Bien que seuls 14 régiments soient demandés, la Pennsylvanie dépasse le quota en fournissant 25 régiments organisés. Le secrétaire à la Guerre, Simon Cameron, est un ennemi politique d'Andrew Curtin, gouverneur de Pennsylvanie, et refuse de prendre plus d'hommes au service du gouvernement fédéral. Curtin décide de conserver les autres hommes et les organisent, les forment et les équipent aux frais de l'État. La création de la division spéciale est approuvée par la législature de la Pennsylvanie, le 15 mai 1861, « dans le but de réprimer les insurrections, ou pour repousser les invasions ». Les hommes sont formés dans les camps d'instruction de quatre villes : Easton, Pittsburgh, West Chester et Harrisburg. Le camp d'entraînement près de Harrisburg est nommé camp Curtin en l'honneur du gouverneur.
Quinze régiments sont créés sous les noms de 1st jusqu'au 15th Pennsylvania Reserves (ils sont désignés plus tard du 30th au 44th Pennsylvania Volunteers, mais ont généralement conservé l'étiquette de Pennsylvania Reserves). Au moment de la re-désignation, la Pennsylvanie a d'autres troupes, à la fois sur le terrain ou à différents stades de développement utilisant les mêmes numéros. Alors que beaucoup de ces unités utilisent leurs désignations au milieu et à la fin de 1862, beaucoup de confusion surgit au cours de la convention d'affectation de noms. Une confusion supplémentaire sur le nommage se produit dans les rangs de la réserve. Le 13th Pennsylvanie Reserve (42nd Pennsylvania Volunteers) est aussi nommé le 1st Pennsylvania Rifles. Bien que mieux connu comme les « Bucktails » (« queues de daim »), ce régiment devient officiellement connu comme le First Rifles. La même chose peut être dit au sujet des 14th et 15th Pennsylvania Reserves (43rd et 44th Pennsylvania Volunteers), qui sont officiellement désignés comme étant le 1st Pennsylvania Light Artillery, et le 1st Pennsylvania Cavalry, respectivement.
Les régiments sont regroupés en une division de trois brigades, et l'unité entière combat normalement ensemble, jusqu'à ce que les enrôlements initiaux expirent en 1864. Les exceptions comprennent la deuxième brigade, dont la plupart n'a pas pris part à Gettysburg, comme elle est affectée aux défenses de Washington, DC et le détachement de plusieurs batteries d'artillerie et de cavalerie à d'autres divisions.

## Historique des commandements
Le premier commandant est George A. McCall, et plus tard les commandants de division sont John F. Reynolds, George G. Meade, et Samuel W. Crawford. Truman Seymour commandant deux fois par intérim, une fois sur la Péninsule et une fois à Antietam, quand Meade devient commandant par intérim du I corps. Les premiers commandants de brigade sont Reynolds, Meade, et le colonel John S. McCalmont (jusqu'à ce qu'Edward Othon Cresap Ord prenne le commandement officiel de la troisième brigade).
| Commandant         | Date                              | Désignation officielle                      | Grandes batailles                           |
| ------------------ | --------------------------------- | ------------------------------------------- | ------------------------------------------- |
| George A. McCall   | 3 octobre 1861-13 mars 1862       | Division de McCall, de l'armée du Potomac   |                                             |
| George A. McCall   | 13 mars-12 juin 1862              | Deuxième division, I corps                  |                                             |
| George A. McCall   | 18-30 juin 1862                   | Troisième division, V corps                 | Mechanicsville, Gaines Moulin, Glendale     |
| Truman Seymour     | 30 juin-26 août 1862              | Troisième division, V corps                 | Malvern Hill                                |
| John F. Reynolds   | 26 août-12 septembre 1862         | Troisième division, III corps (Armée de VA) | Deuxième Bull Run                           |
| George G. Meade    | 12-17 septembre 1862              | Troisième division, I corps                 | South Mountain, Antietam                    |
| Truman Seymour     | 17-29 septembre 1862              | Troisième division, I corps                 | Antietam                                    |
| George G. Meade    | 29 septembre-25 décembre 1862     | Troisième division, I corps                 | Fredericksburg                              |
| Horatio G. Sickel  | 25 décembre 1862-1er juin 1863    | Pennsylvania Reserves, XXII corps           |                                             |
| Samuel W. Crawford | 1-28 juin 1863                    | Pennsylvania Reserves, XXII corps           |                                             |
| Samuel W. Crawford | 28 juin-28 août 1863              | Troisième division, V Corps                 | Gettysburg                                  |
| William McCandless | 28 août-1er novembre 1863         | Troisième division, V corps                 |                                             |
| Samuel W. Crawford | 1er novembre 1863-20 février 1864 | Troisième division, V corps                 |                                             |
| William McCandless | 20 février-1er mai 1864           | Troisième division, V corps                 |                                             |
| Samuel W. Crawford | 1er mai-2 juin 1864               | Troisième division, V corps                 | Wilderness, Spotsylvania, Totopotomoy Creek |

## Histoire
D'abord affecté au I corps, en juin 1862, la division est transférée dans la péninsule de Virginie où elle sert avec le V corps de l'armée du Potomac au cours de la campagne de la Péninsule. La division retourne ensuite dans son ancien corps (qui est à l'époque désigné comme le troisième corps d'armée dans l'armée de Virginie) lors de la campagne du deuxième Bull Run. La formation responsable de la division reprend sa désignation de I corps, juste avant la campagne d'Antietam quand il rejoint l'armée du Potomac. La division participe aux batailles de South Mountain, Antietam, et Fredericksburg, se distinguant en particulier elle-même, à Fredericksburg, où elle perce les lignes confédérées. Entre Fredericksburg et Gettysburg, la division fait partie du XXII corps affecté à Washington, DC Elle fait partie de nouveau du V corps à la bataille de Gettysburg, où elle se distingue le 2 juillet 1863, combattant autour de Little Round Top. Une brigade repousse les forces confédérées sur les pentes ouest de Little Round Top jusqu'au champ de blé. Sous les ordres de Crawford, les Pennsylvania Reserves continuent à se battre avec l'armée du Potomac jusqu'à la bataille de Bethesda Church ou bataille de Totopotomoy Creek, quand les enrôlements de trois ans des hommes expirent.
Un grand nombre des hommes s'engagent à nouveau et deviennent les régiments 190th et 191st Volunteer Infantry et combattent jusqu'à la fin de la guerre.

## Régiments
- 1st Pennsylvania Reserve Regiment (30th Pennsylvania Volunteer Infantry)
- 2nd Pennsylvania Reserve Regiment (31st Pennsylvania Volunteer Infantry)
- 3rd Pennsylvania Reserve Regiment (32nd Pennsylvania Volunteer Infantry)
- 4th Pennsylvania Reserve Regiment (33rd Pennsylvania Volunteer Infantry)
- 5th Pennsylvania Reserve Regiment (34th Pennsylvania Volunteer Infantry)
- 6th Pennsylvania Reserve Regiment (35th Pennsylvania Volunteer Infantry)
- 7th Pennsylvania Reserve Regiment (36th Pennsylvania Volunteer Infantry)
- 8th Pennsylvania Reserve Regiment (37th Pennsylvania Volunteer Infantry)
- 9th Pennsylvania Reserve Regiment (38th Pennsylvania Volunteer Infantry)
- 10th Pennsylvania Reserve Regiment (39th Pennsylvania Volunteer Infantry)
- 11th Pennsylvania Reserve Regiment (40th Pennsylvania Volunteer Infantry)
- 12th Pennsylvania Reserve Regiment (41st Pennsylvania Volunteer Infantry)
- 13th Pennsylvania Reserve Regiment (42nd Pennsylvania Volunteer Infantry, 1st Pennsylvania Rifles, les « Bucktails »)
- 14th Pennsylvania Reserve Regiment (43 rd Pennsylvania Volunteer Infantry - 1st Pennsylvania Light Artillery)
  - Batterie A du 1st Pennsylvania Light Artillery
- 15th Pennsylvania Reserve Regiment (44th Pennsylvania Volunteer Infantry - 1st Pennsylvania Cavalry)